# Hydrogamasellus gaussi
Hydrogamasellus gaussi är en spindeldjursart som beskrevs av Lee 1970. Hydrogamasellus gaussi ingår i släktet Hydrogamasellus och familjen Ologamasidae. Inga underarter finns listade i Catalogue of Life.